# Hornellia tequestae
Hornellia tequestae är en kräftdjursart som beskrevs av Thomas och J. L. Barnard 1986. Hornellia tequestae ingår i släktet Hornellia och familjen Melphidippidae. Inga underarter finns listade i Catalogue of Life.